# Ruda de muntanya
La ruda de muntanya (Ruta montana) és una espècie dins la família dels cítrics.
És molt aromàtica d'olor forta. Planta perenne lignificada a la base de 15 a 60 cm d'alçada. Les fulles, glauques i glabres, estan dividides en segments estretament linears. Floreix de maig a agost amb flors petites i grogues. Fruit en càpsula subglobosa.
És de distribució mediterrània. Als Països Catalans es troba en arenys fluvials, clapers, brolles clares de sòls pedregosos, etc. A les Balears només es troba a Mallorca. Viu des del nivell del mar fins als 1.200 metres d'altitud.